# Cerina Vincent
Cerina Vincent (ur. 7 lutego 1979 w Las Vegas w stanie Nevada, USA) – amerykańska aktorka. Grała w serialu Power Rangers: Zagubiona galaktyka jako Maya (Żółty Ranger). Występowała również w serialu Rodzinka od Środka jako Suzy Diaz.